# 淡红银矿
淡红银矿（英語：Proustite）是一种含银、砷的硫盐矿物，组成为Ag3AsS3，是一种重要的银矿石。与浓红银矿类质同晶但罕见共生。

## 结构
淡红银矿的晶体结构可视作银离子Ag+与硫代亚砷酸根[AsS3]3−组成。下图中紫色为砷，黄色为硫，灰色为银原子。